# 金裕貞駅
金裕貞駅（キミュジョンえき）は、大韓民国江原特別自治道春川市にある韓国鉄道公社京春線の駅である。駅番号はP138。
駅近隣に旧駅舎が保存されている。

## 駅構造
- 島式ホーム2面4線の地上駅。

## 利用状況
近年の一日平均利用人員推移は下記のとおり。なお、2010年は開業日の12月21日から12月31日までの11日間の平均である。
| 路線    | 路線     | 2010年 | 2011年 | 2012年 | 2013年 | 2014年 | 2015年 | 2016年 | 2017年 | 2018年 | 出典  |
| ------- | -------- | ------ | ------ | ------ | ------ | ------ | ------ | ------ | ------ | ------ | ----- |
| ●京春線 | 乗車人員 | 241    | 282    | 332    | 510    | 619    | 583    | 552    | 562    | 470    | [ 2 ] |
| ●京春線 | 降車人員 | 234    | 304    | 351    | 526    | 623    | 669    | 677    | 639    | 530    | [ 2 ] |
| ●京春線 | 乗降人員 | 475    | 586    | 683    | 1,036  | 1,242  | 1,252  | 1,229  | 1,201  | 1,000  | [ 2 ] |

## 駅周辺
- 金裕貞文学村
- 新東農協新南支店
- 新東面事務所
- 新東郵便局

## 歴史
- 1939年7月25日 - 新南駅として開業。
- 2004年12月1日 - 小説家金裕貞に因み、駅名が金裕貞駅に改称される。韓国国内で人名に因んだ駅名が付けられた初の事例であった[1]。
- 2010年12月21日 - 首都圏電鉄京春線開業に伴い移転開業。

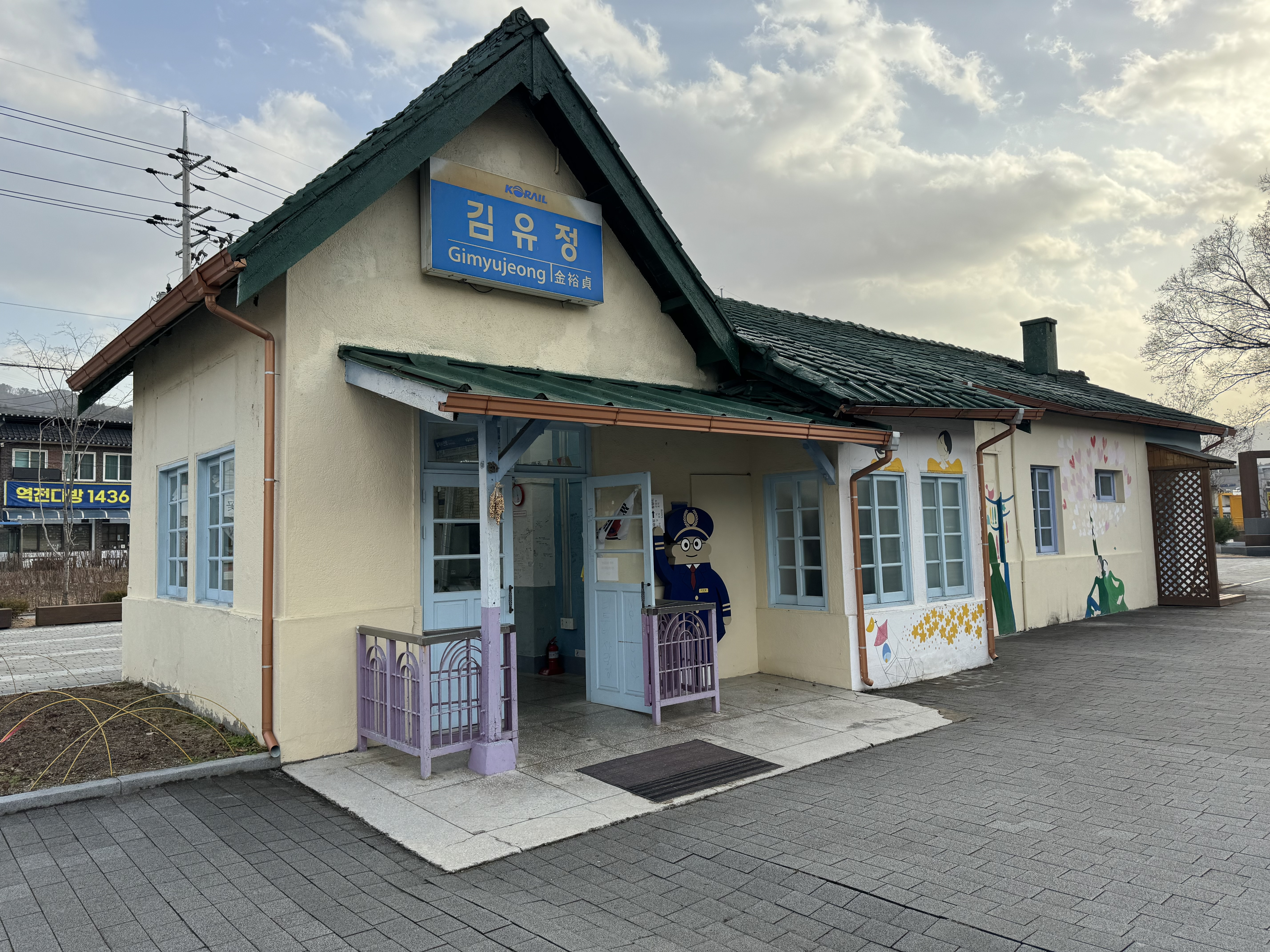
保存されている旧駅舎(2023年12月)
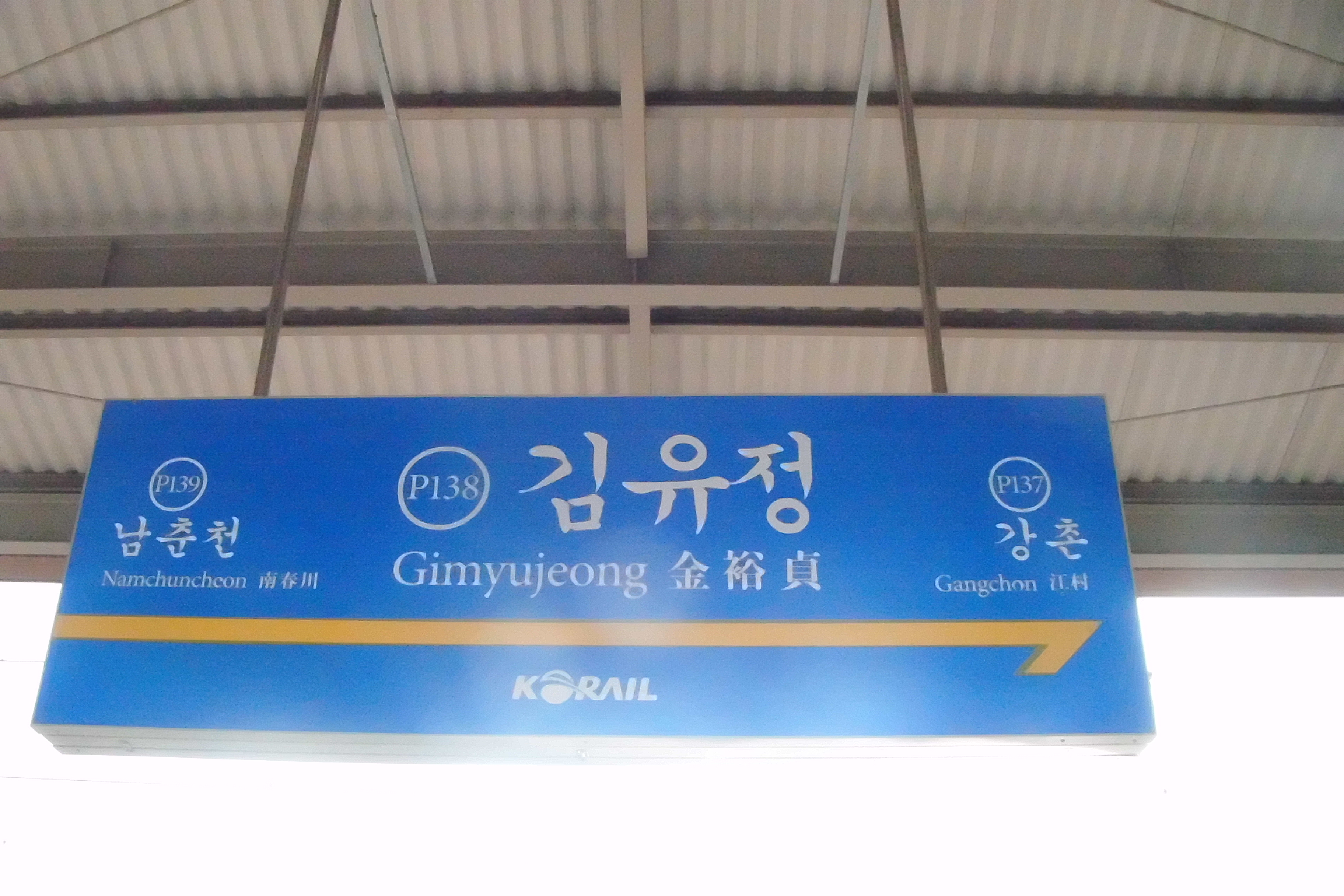
駅名標(2012年)

## 隣の駅
韓国鉄道公社
●京春線
江村駅 (P137) - 金裕貞駅 (P138) - 南春川駅 (P139)